# Yungasia digitata
Yungasia digitata är en insektsart som beskrevs av Rauno E. Linnavuori 1959. Yungasia digitata ingår i släktet Yungasia och familjen dvärgstritar. Inga underarter finns listade i Catalogue of Life.